# 根本站
根本站（日语：／ Nemoto eki */?）是位於岐阜縣多治見市根本町三丁目，東海旅客鐵道（JR東海）的太多線車站。

## 歷史
- 1920年（大正9年）2月15日 - 東濃鐵道（第一代）（日语：東濃鉄道 (初代)）車站啟用。
- 1926年（大正15年）9月25日 - 東濃鐵道國有化，成為鐵道省太多線車站。
- 1928年（昭和3年）10月1日 - 隨著改軌距，新線開通，舊站廢止[1]。
- 1952年（昭和27年）12月26日 - 在新線上新設日本國有鐵道（國鐵）車站。當時為旅客車站[2]。
- 1972年（昭和47年） - 成為業務委託車站。
- 1987年（昭和62年）4月1日：伴隨國鐵分割民營化，車站由東海旅客鐵道（JR東海）營運。
- 2010年（平成22年）3月13日 - 此站開始可以使用IC卡「TOICA」[3]。

## 車站構造
車站是一座地面車站，設有1面1線單式月台。此站沒有自動售票機和自動閘機，只有TOICA簡易TOICA閘機。
此站是由多治見站管理的業務委託車站，委托了東海交通事業負責車站業務。此站設有JR全線售票處，營業時間為7:15 - 19:15，當中1日有數次休息時段。（截至平成29年3月18日，有6次）
月台靠近美濃太田一方設有男女分開的濕廁。

## 使用狀況
根據「岐阜縣統計書」和「多治見統計」，以下為此站1日平均乘車人次變化：
| 年度   | 一日平均 乘車人次 |
| ------ | ----------------- |
| 1998年 | 1,618             |
| 1999年 | 1,610             |
| 2000年 | 1,581             |
| 2001年 | 1,519             |
| 2002年 | 1,477             |
| 2003年 | 1,399             |
| 2004年 | 1,371             |
| 2005年 | 1,282             |
| 2006年 | 1,248             |
| 2007年 | 1,240             |
| 2008年 | 1,269             |
| 2009年 | 1,206             |
| 2010年 | 1,215             |
| 2011年 | 1,207             |
| 2012年 | 1,228             |
| 2013年 | 1,258             |
| 2014年 | 1,224             |
| 2015年 | 1,258             |
| 2016年 | 1,236             |
| 2017年 | 1,249             |
| 2018年 | 1,271             |

## 車站周邊
- 高根山
- 根本城（日语：根本城 (美濃国)）址
- 元昌寺（日语：元昌寺）
- 諏訪神社（日语：諏訪神社）
- 根本寶筐印塔
- 若尾準三之石碑
- 多治見市政廳根本事務所
- 多治見警署（日语：多治見警察署）多治見北部交番
- 多治見市立根本小學（日语：多治見市立根本小学校）
- Valor 根本店
- V Drug（日语：中部薬品）根本店
- Daily Yamazaki（日语：デイリーヤマザキ）根本店
- 多治見根本郵局
- 國道248號（日语：国道248号）
- 大原汽車學校（日语：大原自動車学校）

## 相鄰車站
東海旅客鐵道（JR東海）
 太多線
小泉（CI06）－根本（CI05）－姬（CI04）

## 注腳
1. ↑  「鉄道省告示第177号」『官報』1928年8月25日（國立國會圖書館數碼化收藏）
2. ↑  『停車場一覧. 昭和41年3月現在』（國立國會圖書館數碼化收藏）
3. ↑   (PDF) (新闻稿). 東海旅客鉄道. 2009-12-21  [2020-12-19]. （原始内容 (PDF)存档于2020-12-19） （日语）.